# خوزه کاراسکو (بازیکن فوتبال، زاده ۱۹۹۴)
خوزه کاراسکو (انگلیسی: José Carrasco؛ زادهٔ ۱۹ دسامبر ۱۹۹۴) بازیکن فوتبال اهل اسپانیا است.
از باشگاه‌هایی که در آن بازی کرده‌است می‌توان به باشگاه فوتبال آلباسته بالومپیه اشاره کرد.